# Яковлева, Лелита Андреевна
Лелита (Лолита) Андреевна Яковлева (29 мая 1926, Ленинград – 21 августа 2014, Адлер) – доктор медицинских наук, профессор, врач-патологоанатом, заслуженный деятель науки Абхазской АССР (1967), ГССР (1983) и РФ (1994), лауреат Государственной премии РФ (2002).
Действительный член Российской Академии естественных наук.
Ею были открыты новые вирусы приматов – ретровирусы STLV, вирус герпеса HVR и показана их этиологическая связь с возникновением злокачественных лимфом.

## Биография
Лелита Андреевна Яковлева родилась 29 мая 1926 года в Ленинграде в семье русских интеллигентов. Ее мама Нина Петровна Яковлева была художницей, папа Андрей Иванович Григорьев – экономистом.
В 1948 году Лелита окончила Ленинградский педиатрический медицинский институт, и ей была присвоена квалификация «врач-педиатр».
В 1948–1951 – аспирант Института экспериментальной медицины АМН СССР в г. Ленинграде. Она готовила диссертацию в отделе патологической анатомии НИИ экспериментальной медицины АМН СССР (ИЭМ) под руководством академика Н.Н. Аничкова — основоположника учения об атеросклерозе и ретикулоэндотелиальной системе, разработавшего основы патогенеза наиболее важных заболеваний сердца и сосудов.
Окончила аспирантуру в 1950 году и получила специальность врача-патологоанатома. Кандидатскую диссертацию защитила в 1952 году по теме «Процессы регенерации и репарации в спинном мозге при травме».
В 1951 году ее направили по распределению от Академии медицинских наук СССР на сухумскую Медико-биологическую станцию. Свою научную карьеру она начала в лаборатории патологической анатомии, где проработала 8 лет в качестве младшего научного сотрудника, а с 1958 по 1965 годы – старшим научным сотрудником. В 1965 году в Москве на Ученом совете АМН СССР защитила докторскую диссертацию по теме «Сравнительно-патологическое исследование лучевой болезни, роль инфекции в развитии ее осложнений и последствия острого лучевого поражения (на модели лучевой болезни обезьян)».
В 1965–1987 работала зав. лаб. НИИЭПиТ АМН СССР, затем – заведующая отделом экспериментальной онкологии, заведующая лаборатории гемобластазов ИЭПиТ АМН СССР (1987–1992).
С 1981 года  – профессор по специальности «Онкология».  
С 1992 – главный научный сотрудник НИИ медицинской приматологии РАМН в г. Адлере.
С 1951 по 1991 годы она жила и работала в Сухуме. 
Автор многочисленных публикаций (300) в различных советских и российских научных журналах и сборниках («Вестник АМН СССР», «Вопросы онкологии», «Медицинская радиология», «Гематология и трансфузиология», «Бюллетень экспериментальной биологии и медицины», «Экспериментальная онкология», «Вопросы вирусологии» и других), а также во многих зарубежных научных журналах, в том числе  шести монографий. 
Под ее руководством было выполнено 2 докторские и 8 кандидатских диссертаций, которые были защищены в системе АМН СССР. 
Ее имя внесено в международный справочник выдающихся исследователей «Кто есть кто» («Who’s Who in the World»).

## Область научных интересов
- фундаментальное исследование спонтанной патологии обезьян разных видов и сравнительный анализ с болезнями человека, которое базировалось на материалах патологоанатомических вскрытий и показало высокую степень сходства патологии обезьян и человека. Эта работа проводилась в соавторстве с Б. А. Лапиным и завершилась выходом в свет монографии «Очерки сравнительной патологии обезьян», которая была переведена на английский и немецкий языки и опубликована в США и в Германии, является настольной книгой приматологов и сравнительных патологов.
- изучение на обезьянах действия радиоактивных излучений, в рамках которого Л. А. Яковлевой удалось основательно изучить патоморфологические проявления лучевой болезни (изменения в тканях и органах) при разных формах лучевого воздействия, отдаленные последствия воздействия на организм разных (больших и малых) доз радиации. Результаты этой работы были обобщены в ее докторской диссертации и монографии «Сравнительное исследование лучевой болезни и ее последствий (на модели лучевой болезни обезьян)», которая была издана в Москве в 1966 году. Этот фундаментальный труд, выполненный более чем на 400 обезьянах[1]. В монографии удалось раскрыть особенности хронической лучевой болезни, изменений, возникающих в ходе длительного воздействия малых доз радиации, в т. ч. в системе кроветворения и приводящих к развитию лейкозов. Обнаруженная Л.А. Яковлевой сходная радиочувствительность обезьян и людей при действии малых доз ионизирующей радиации открыла перспективы для разработки методов профилактики и лечения лучевой болезни, что представлялось особенно важным для  космонавтики.
- изучение опухолей у приматов, причин их возникновения и роли вирусов в этом процессе. В сотрудничестве со специалистами разных научных областей удалось получить модели злокачественных лимфом у обезьян, была доказана высокая степень сходства с аналогичными заболеваниями у людей, установлена ведущая роль онкогенных вирусов в возникновении данных опухолей. По морфологическим характеристикам обнаруженные в клеточных культурах больных обезьян вирусы были идентифицированы как вирусы герпеса и ретровирусы, изучены антигенные, биологические и молекулярно-генетические свойства вирусов и опухолей лимфоидной системы, полученных в результате эксперимента. Чрезвычайная важность этой работы объясняется тем, что она проводилась в атмосфере широких научных дискуссий о роли вирусов в возникновении онкологических заболеваний. Полученные данные были обобщены и систематизированы в монографии «Гемобластозы приматов и роль вирусов в их возникновении», опубликованной в 1979 году в Москве.

В течение последних 35 лет занималась изучением злокачественных лимфом и ассоциированных с ними онкогенных вирусов.  
В сотрудничестве провела широкий круг исследований экспериментов лимфом приматов, их эпидемиологии, иммунологии и иммуноморфологии.  
Отличительная черта: Исключительное трудолюбие, принципиальность, честность, глубокая порядочность, доброта, любовь к людям, высочайший профессионализм, широта кругозора, научная педантичность, высокая ответственность за результаты своей деятельности и стремление передать свои знания и опыт молодежи.  
Интересы, хобби: Постоянно интересовалась историей России от самого ее основания (род Яковлевых уже отчетливо упоминался в XIV веке). Великолепно знала поэзию и могла декламировать большое количество произведений, относящихся к прошлому и позапрошлому столетию.   
Скончалась 21 августа 2014 года в г. Москве на 88-м году жизни в связи с прогрессированием новообразования. Похоронена на семейном участке Донского кладбища в г. Москве.  

## Награды
Цикл работ по открытию и описанию нового онкогенного вируса герпеса приматов был удостоен премии им. В. Д. Тимакова (1984).  
Награждена медалью «За доблестный труд в ВОВ».  
В 1994 году она была удостоена звания «Заслуженный деятель науки Российской Федерации» 
в 2002 году – награждена медалью ордена «За заслуги перед Отечеством» II степени 
в 2002 году группе ученых Государственного учреждения НИИ медицинской приматологии РАМН (Б. А. Лапин, Л. А. Яковлева, В. З. Агрба, Л. В. Инджия и М. Г. Чикобава) присуждена Государственная премия Российской Федерации в области науки и техники.  
С 2004 года – действительный член Российской Академии естественных наук. 

## Международное сотрудничество
Л.А. Яковлева активно сотрудничала с зарубежными учеными: 
принимала участие в организации и проведении международных конференций, съездов, конгрессов, часто проводимых на базе НИИЭПиТ АМН СССР; 
многократно выступала с докладами на европейских и американских конференциях;
представляла блестящие научные материалы, которые вызывали живой отклик у коллег из Национального института здоровья (США), Института по изучению рака (ГДР), Института сывороток и прививочных вакцин (Чехия), Национального института рака (Словакия), Венгрии, Польши и др.
Благодаря активному научному сотрудничеству в рамках СЭВ Л.А. Яковлева заняла почетное место в ряду наиболее талантливых ученых этих стран. Ее работы по онкоморфологии, опубликованные совместно с видным немецким ученым К. Леннертом, по онковирусологии — совместно с известным немецким ученым Ф. Дейнхардтом, были высоко оценены и получили международное признание.

## Изданные работы и сочинения
Очерки сравнительной патологии обезьян. М., 1960 (соавт.);
Сравнительное исследование лучевой болезни и её последствий. М., 1966.

## Семья
Мать - Нина Петровна Яковлева
Отец - Андрей Иванович Григорьев. В 1938 г. после ряда арестов ее отец был сослан в Тобольск, приговорен к высшей мере наказания как «руководитель контрреволюционной группы повстанческого характера, ставившей задачей свержение Советской власти», но за отсутствием состава преступления реабилитирован. 
Супруг - Борис Аркадьевич Лапин